# Paris 1919
Paris 1919 è un album di John Cale, pubblicato nel marzo 1973.
Si tratta di uno degli album più conosciuti dell'ex membro dei Velvet Underground, largamente considerato uno dei dischi più accessibili della sua carriera.

## Tracce
Brani composti e arrangiati da John Cale
Lato A
1. Child's Christmas in Wales – 3:19
2. Hanky Panky Nohow – 2:43
3. The Endless Plain of Fortune – 4:10
4. Andalucia – 3:51
5. Macbeth – 3:04

Lato B
1. Paris 1919 – 4:03
2. Graham Greene – 2:59
3. Half Past France – 4:17
4. Antarctica Starts Here – 2:53

Edizione CD del 2006, pubblicato dalla Reprise/Rhino Records (8122 74060 2)
Brani composti e arrangiati da John Cale
1. Child's Christmas in Wales – 3:20
2. Hanky Panky Nohow – 2:46
3. The Endless Plain of Fortune – 4:12
4. Andalucia – 3:54
5. Macbeth – 3:06
6. Paris 1919 – 4:06
7. Graham Greene – 3:00
8. Half Past France – 4:19
9. Antarctica Starts Here – 3:00
10. Burned out Affair – 3:24 – Bonus Track - Outtake
11. Child's Christmas in Wales – 3:30 – Bonus Track - Alternate Version
12. Hanky Panky Nohow – 2:51 – Bonus Track - Drone Mix
13. The Endless Plain of Fortune – 4:08 – Bonus Track - Alternate Take
14. Andalucia – 4:34 – Bonus Track - Alternate Version
15. Macbeth – 3:34 – Bonus Track - Rehearsal
16. Paris 1919 – 4:29 – Bonus Track - String Mix
17. Graham Greene – 1:40 – Bonus Track - Rehearsal
18. Half Past France – 4:50 – Bonus Track - Alternate Version
19. Antarctica Starts Here – 2:52 – Bonus Track - Rehearsal
20. Paris 1919 – 6:09 – Bonus Track - Piano Mix
21. Macbeth (Instrumental) – 5:16 – Bonus Track - Hidden Track

## Formazione
- John Cale - voce, basso, chitarra, tastiera, viola
- Lowell George - chitarra
- Bill Payne - tastiera
- Wilton Felder - basso
- Richie Hayward - batteria
- Chris Thomas - tamburello